# Batalla de Ackia

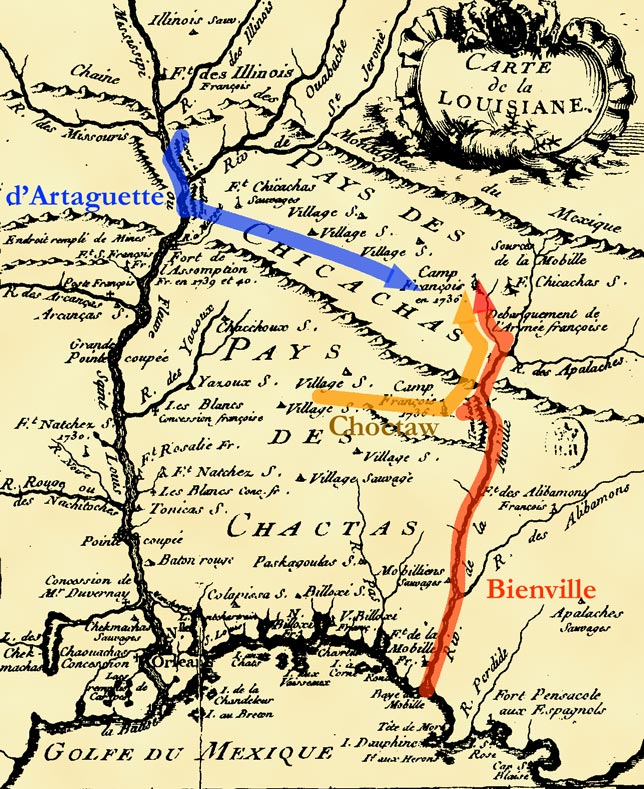
Mapa de Luisiana marcado con los movimientos de la batalla.

La Batalla de Ackia (Aquía) tuvo lugar el 26 de mayo de 1736 cerca de la actual ciudad de Tupelo, Misisipí, dentro de la lucha por el control sobre el río Misisipí. Los franceses querían conectar su colonia de Luisiana con el norte de Nueva Francia sobre el río, pero varias tribus indígenas como los chikasha (chickasaw) y los natchez cuestionaron el control francés sobre el valle del río.
Ackia, un pueblo chikasha, fue atacado por una tropa de franceses y indios chahta (choctaw) bajo el mando del gobernador de Luisiana, Jean-Baptiste Le Moyne de Bienville. Los chikasha, aliados con los británicos se defendieron con éxito.
El campo de batalla de Ackia fue declarado Monumento nacional en 1938. En 1961 fue integrado al Natchez Trace Parkway y se llama hoy día "Chickasaw Village" ("pueblo chikasha").